# Videojuego de simulación espacial

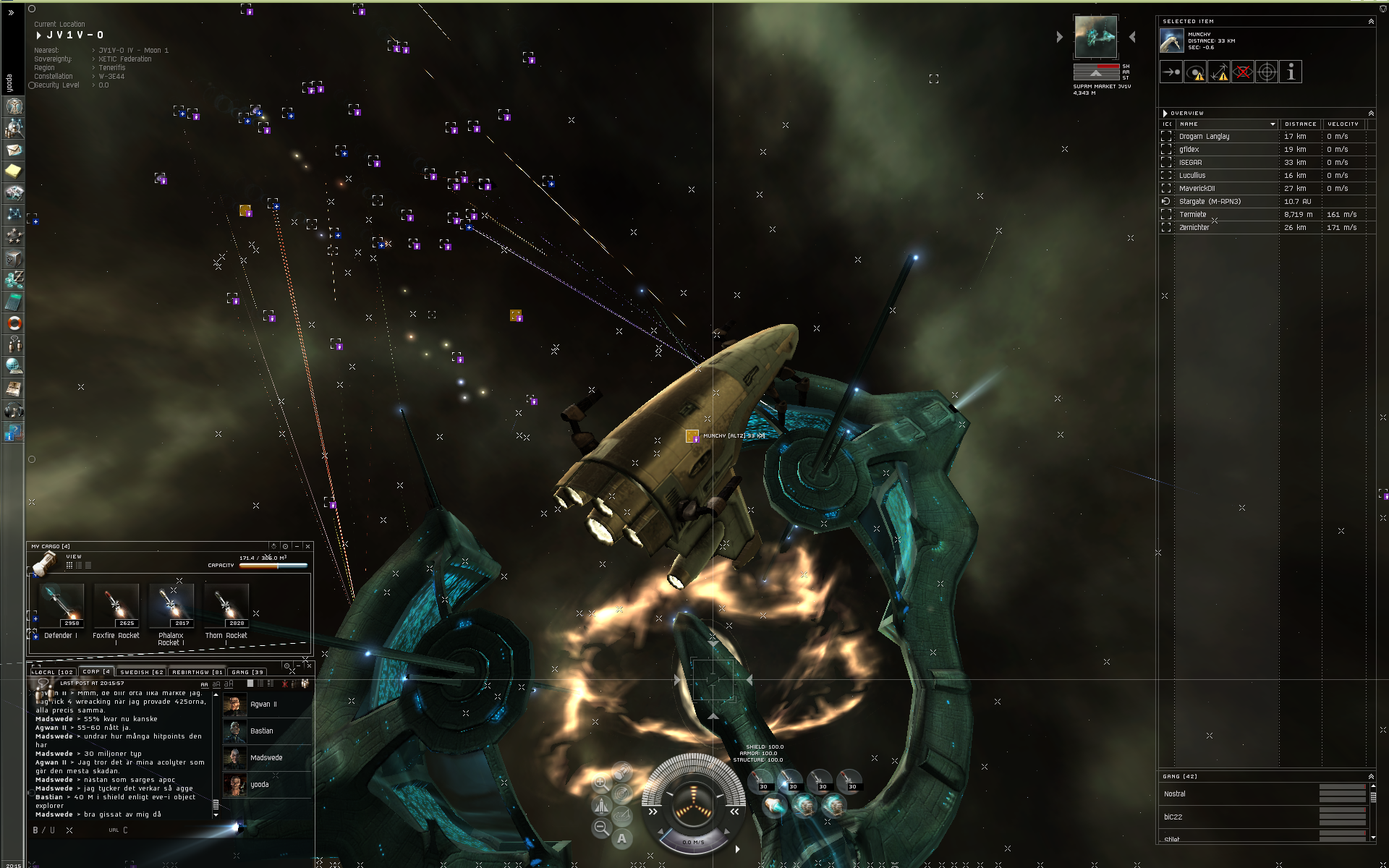
Imagen referencial de videojuego con temática de simulación espacial.

Un videojuego de simulación espacial es un género de videojuego que permiten al usuario experimentar vuelos espaciales en una nave espacial.
La mayoría pertenecen a cuatro subgéneros : realistas ( como Eagle Lander 3D ) , vuelos futuristas fantásticos ( como Elite Horizons ) , estrategia ( Homeworld ) y combate ( X-Wing ) .
Algunos mezclan mecánicas de juego , tienen una parte de comercio y otra de combate, con ejemplos como Elite o Freelancer. 
Los simuladores de combate espacial , muy populares en los inicios de los videojuegos , tales como Descent: FreeSpace - The Great War, Star Wars: X-Wing e Independence War ;  desde el 2000 han decaído y son considerados como un género minoritario " casi muerto " .